# 桐嶋りの
桐嶋 りの（きりしま りの、1990年9月9日 - ）は、日本の元AV女優。ティーパワーズ所属。徳島県出身。

## 略歴
2015年3月、プレステージの専属女優としてAVデビュー。自ら応募してAV女優となった。
2016年4月から11月までアイデアポケット専属。
2019年3月12日、スカパー!アダルト放送大賞2019でオンデマンド賞受賞。
2019年10月、ゲオTV×メンズサイゾー ADULT AWARD 2019・騎乗位マスター部門にノミネート。二つ名は「肉棒喰らい」。
2019年11月21日、同年12月発売の作品をもってAVを引退することを自身のTwitterで発表。

## 人物
趣味は旅行、車いじり。

## 出演作品

### アダルトDVD
2015年
- 極エロ専属デビュー（3月20日、プレステージ）
- 新・絶対的美少女、お貸しします。 ACT.38（4月22日、プレステージ）
- 風俗タワー 性感フルコース 3時間SPECIAL（5月22日、プレステージ）
- 天然成分由来 桐嶋りの汁120％（6月19日、プレステージ）
- 桐嶋りのの極上筆おろし（7月21日、プレステージ）
- プレステージ夏祭 2015 桐嶋りの 淫乱、覚醒。（8月11日、プレステージ）
- 人生初・トランス状態 激イキ絶頂セックス（9月10日、プレステージ）
- おもてなし庵 極エロ小町 桐嶋りの（10月10日、プレステージ）
- 部活の先生は、僕達の性処理ペット。 015（11月11日、プレステージ）
- なまなかだし（12月10日、プレステージ）

2016年
- エンドレスセックス（1月9日、プレステージ）
- 桐嶋りののエスカレートし過ぎる無茶ぶり逆ナンパ（2月10日、プレステージ）
- 衝撃痴女!緊急参戦! FIRST IDEAPOCKET イカセアクメ! 逆拘束痴女プレイ! 凄テクフェラ! スマホハメ撮り! 怒涛の乱交劇! 過激で濃厚な移籍第一弾!（4月1日、アイデアポケット）
- エロ痴女ナースは口内射精がお好き 過激で刺激的 凄絶な淫交テク炸裂!（5月1日、アイデアポケット）
- 『まだ未開の快感が欲しくて…』 催眠・トランス・バースト寸前! 超絶オーガズムSEX ポルチオトランスver!（6月1日、アイデアポケット）
- 囚われのプリズナー 逃げ場ナシ!犯され続ける哀しき美人受刑者（7月1日、アイデアポケット）共演:生駒はるな
- 240分W本指名SPECIAL 極上風俗 4本番+ピンサロ 豪華共演 驚愕の全6コース!（8月1日、アイデアポケット）共演:輝月あんり
- 過激なセックス 生ライブチャット（9月1日、アイデアポケット）
- 集団レ○プに遭った桐嶋りの(本人) ターゲットにされたAV女優! 危険すぎる輪姦! 度肝を抜かれる衝撃の問題作品!（10月1日、アイデアポケット）
- 身動き取れないM男をかわいがるS級ボンテージ痴女（11月7日、アイデアポケット）

2017年
- キレッキレにセックス筋肉が発達した極上痴女の騎乗位中出し（1月1日、痴女ヘブン）
- 桐嶋りのの凄テクを我慢できれば生★中出しSEX!（1月7日、ワンズファクトリー）
- 男はじっとしてて… 究極の腰振りフルコース PTMスペシャル（2月7日、プレミアム）
- 奴隷色の温泉宿（5月25日、アタッカーズ）
- 迷宮の哀奴 3（6月19日、アタッカーズ）共演:月島ななこ ほか
- ごっくん睾丸マッサージ店 〜精子を増やして痴女飲み!〜（7月7日、MOODYZ）
- 過去にご主人様と呼んでいた男（7月25日、マドンナ）
- 社長秘書は痴女（7月25日、BeFree）
- 僕のペットの義母 7（7月25日、セレブの友）
- 淫乱義母の息子喰い 2人きりになると発情ケダモノ性交（8月1日、溜池ゴロー）
- 痴女られる快感50倍! ドライ&ウェットオーガズム（8月13日、MOODYZ）
- 時間無制限!発射無制限!M男専用 超高級中出し淫語ソープ（8月13日、痴女ヘブン）
- 狙われた若妻 〜桐嶋りの〜 独身寮のむさい男達の溜まりに溜まった精液を飲まされる（8月24日、ヒビノ）
- 桐嶋りのを本気絶頂(ガチイキ)させる方法（8月25日、セレブの友）
- 照明革命「シャイニングホワイト」 女優が一番エロく見えるライティングと一番エロいアングルで撮影する次世代AV（9月1日、Rookie）共演:今井真由美 ※AV OPEN 2017 マニア部門エントリー作品
- ボンデージガール 本能の痴女FUCK（9月7日、Befree）
- ハーレム婚で5人の妻と結婚し、毎日日替わり子作りSEX（9月8日、BAZOOKA）共演:蓮実クレア、篠田ゆう、宮崎あや、小谷みのり
- 発見!! 美容室で働く隠れ巨乳でフェラチオの達人なサセ娘さんAVデビュー!!（9月8日、S級素人）※「あやか」名義
- キレイなお姉さん、ボク達を飲み干さないで。（9月13日、エムズビデオグループ）
- ぐいなま!!（9月22日、BAZOOKA）他出演:波多野結衣、香椎りあ、清城ゆき
- 接吻奴隷 〜キス好き社長に調教された若妻〜（9月22日、人妻花園劇場）
- 女同士のレズビアン姉貞愛（9月25日、セレブの友）共演:篠田ゆう
- 喉奥属性シャブリスト 003（10月6日、ワープエンタテインメント）
- ガードのユルそうなスケベ女子大生限定! 「テレビの取材で…」と声をかけ、Hな質問攻めでその気になった現役JDは友達がいるにも関わらず羞恥固定バイブでイキまくる!（10月13日、S級素人）※「りの」名義　共演:みのり　他出演：あい、なな、せりな、みずき
- ドSの桐嶋りのをドMのセックス・モンスター前田可奈子が犯す。（10月20日、レズれ!）共演:前田可奈子
- 緊縛麻薬捜査官 〜救出まで2時間、私は絶対に諦めない〜（10月25日、プレミアム）
- もの凄い手コキ、最後はごっくん（11月7日、MOODYZ）
- SEXの逸材。 VOL.05 ドスケベ素人の衝撃的試し撮り 性癖をこじらせてプレステージに自らやって来た本物素人さん達の顛末。（11月17日、プレステージ）他出演:永井みひな、水奈まい、桜井彩
- レズタチアニマルエクスタシー（11月20日、レズれ!）共演:澁谷果歩
- 発射寸前! イクッ!イクゥゥ! ビクッビクンってイッてる時に激しくピストン再開。 「ダメダメまだイッてるからぁ」とかいう抵抗を無視してつきまくった結果…（12月1日、Rookie）
- M男クンのアパートの鍵、貸します。 (12月1日、ワープエンタテインメント)
- 狙われた未亡人 夫が残した負債の為に生涯慰み者になると誓った四十九日 (12月7日、ヒビノ)
- もしも巨チンの僕が美人女医だらけの病院に患者として入院したら… (12月8日、BAZOOKA) 共演:推川ゆうり、水谷心音、香椎りあ
- 二重人格人妻レズビアン 「もう一人の私が…あの子を欲している―。」 (12月19日、マドンナ) 共演:関根奈美
- NTRレズビアン ～僕の妻は悪女に寝取られました～ (12月19日、レズれ!) 共演:清城ゆき
- 舞ワイフ～セレブ倶楽部～ 105 (12月21日、AROUND) ※「森明音」名義 他出演:推川ゆうり ※「広田夏希」名義
- ミスランジェリーナⅣ 高級コールガールの淫靡なランジェリーと濃密な性交 (12月22日、BAZOOKA) 他出演:三原ほのか、佐々木あき、枢木みかん

2018年
- 夫に内緒で他人棒SEX「実は主人の精液も飲んだことないんです」30歳すぎて初めての精飲 超変態超ドMな美人妻 のぞみさん32歳 (1月11日、コスモス映像) ※「のぞみ」名義
- ひたすら喉奥犯して…。 (1月12日、オナフェス)
- 接吻乳首責めレズビアン～人妻の卑猥なレズキスニップル調教～ (1月13日、Fitch) 共演:君島みお
- (株) 腿コキ商事 (2月1日、MOODYZ) 共演:波多野結衣、佳苗るか、篠田ゆう、大槻ひびき
- 罠に落ちたエリート捜査官 (2月1日、アタッカーズ)
- SMボンデージスーツで拘束されドM性癖丸出しでエグいイラマと本気ビンタで泣いてもご奉仕ディープフェラとマ○コ押し付け腰グリグリ騎乗位を 桐嶋りの 自ら行うエロSEX大好きな淫乱スケベ中出しでイキ絶頂! (2月13日、えむっ娘ラボ)
- レイプ魔VSド痴女 SEX対決したら先にダウンするのはどっち? (3月8日、ROCKET) 他出演:あやね遥菜
- 妻の友人が我が家で喰い込み仮装パーティーを始めました!! (4月12日、F&A) 共演:星あんず、水城奈緒
- しょー太を拐って密室に監禁 (4月26日、F&A) 他出演:星あんず
- ドリシャッ!! (5月4日、ワープエンタテインメント)
- 友人の母親（6月13日、VENUS）
- レズビアンに囚われた女潜入捜査官 ～ハッキング事件を巡る情報交錯レズビアン～（7月7日、ビビアン）共演：妃月るい、二宮和香
- W痴女チ○ポとアナルしゃぶり舐めハーレム追撃ジュボレロ連射!!（9月1日、MOODYZ）共演：AIKA
- いじめで無視され過ぎて、挿入しても無視してもらえる私（10月1日、MOODYZ）共演：初美りん、小谷みのり、山井すず、葉月七瀬
- 禁断介護（11月1日、グローリークエスト）
- 年の差レズエステ 四十路人妻連続アクメ Vol.2 イっても止めないエンドレス絶頂！（11月15日、ピーターズ）共演：蓮実クレア、翔田千里、伊織涼子、結希玲衣
- 旦那とのすれ違い性活に我慢出来ない若妻の肉体は感度上昇！3P顔射中出しの連続発射に快楽が止まらない！イクイクビクビクエビ反りエロBODY!（12月19日、美人魔女/エマニエル）

2019年
- 監禁!拷問!調教!絶叫!絶頂!強制絶頂絶叫拷問調教 気高きプライドの麻薬捜査官 (1月25日、AVS Collector's)
- 狙い目は閑散期!暇な平日昼間のヌキなし健全エステ店は貸切状態! (2月1日、MOODYZ) 他出演:三原ほのか、大槻ひびき、蓮実クレア
- いぢわるドスケベ凄テク極痴女 (2月8日、デジタルアーク)
- 絶対領域痴女ハーレム2 美脚に挟まれ身動きできず何度も中出しされちゃう!! (2月25日、痴女ヘブン)　共演:蓮実クレア、AIKA、佐々木あき
- 綺麗な若妻さんと一発ハメたいから、パーソナルトレーニングジムを始めてみました (5月9日、F&A) 他出演:推川ゆうり
- ノーブラノーパンで挑発してくるスケベ奥さんが隣に引っ越してきた! (6月6日、グローリークエスト)
- 最近できた彼女のギャル姉2人にこっそり密着ピストンで痴女られたボク (7月1日、MOODYZ) 共演:AIKA
- エリート女上司マゾ開発調教 (7月7日、アタッカーズ)
- 催眠洗脳された媚肉雌は嫌がりながらも淫乱ビッチになっていた。(8月25日、ダスッ!) 共演:稲場るか
- 「ねぇ、チ〇ポしゃぶるだけならイイでしょ」種搾りフェラでお口マ〇コに中出しさせられる毎日。旦那とセックスレスな人妻2人にチ〇ポを狙われている隣人のボク…。 (9月13日、ムーディーズ)  共演:蓮実クレア
- りの女王様のM男調教 (9月13日、AVS Collector's)
- 桐嶋りのちゃんとキモヤマンバ（身体改造）達の愉快なパコパコ動画 (9月19日、チキチキカマー/妄想族)
- 今日はお前らの乳首イジり倒してやるからな!!こねくり痴女責めで悶絶!寸止め!常にギュ～ン性交 (11月1日、MOODYZ) 共演:君島みお
- M男クン家に泊まろう! (11月1日、ワープエンタテインメント)
- 治験バイトに行ったら…まさかの勃起薬!ハーレム状態で何度も勃たされひたすらヌかれ続けた。 (11月13日、MOODYZ) 共演:深田えいみ、蓮実クレア、大槻ひびき、加藤ももか、辻井ほのか
- 縄酔い人妻 緊縛に魅入られた私。どん底のマゾに堕ちるまで調教してください。 (11月13日、AVS Collector's)
- 【ハメログ】桐嶋りのちゃんにお酒を飲ませたらドスケベオーラがムンムンだったのでそのままハメ撮りしちゃいました! (11月19日、チキチキカマー/妄想族)
- '最強肉食系'AV女優 桐嶋りの 完全引退 「最後の聖戦」本編完全ノーカットセックス (12月27日、プレステージ)

### イメージDVD
- Rino 挑発テンプテーション!（2016年5月19日、REbecca）
- 桐嶋りのはオレのカノジョ。（2016年7月25日、GRADEN）

## テレビ
- ケンコバのバコバコテレビ（2015年4月〜2020年1月18日、サンテレビ）スタジオレギュラー
- 魚拓と成瀬のツキとスッポンぽん #140,#141（2017年5月7日,14日、パチ・スロ サイトセブンTV）
- DTテレビ（2018年7月28日、AbemaTV）